# Tangella schaumi
Tangella schaumi är en insektsart som först beskrevs av Stsl 1859.  Tangella schaumi ingår i släktet Tangella och familjen Tropiduchidae. Inga underarter finns listade i Catalogue of Life.